# Aloeides barklyi
Aloeides barklyi is een vlinder uit de familie van de Lycaenidae. De wetenschappelijke naam van de soort is voor het eerst gepubliceerd in 1874 door Roland Trimen.
De soort komt voor in Zuid-Afrika (West-Kaap en Noord-Kaap).